# Acacia longipedunculata
Acacia longipedunculata — вид квіткових рослин з родини бобових. Ареал: Австралія (Квінсленд).

## Середовище
Зустрічається на неглибоких піщаних і кам'янистих ґрунтах у відкритому лісі. Гербарні зразки часто збирали в евкаліптових лісах, а іноді — у порушених районах або на узбіччях доріг.

## Біоморфологічна характеристика
Цей вид — кущ заввишки до 1 метра.